# 北川みゆき
北川 みゆき（きたがわ みゆき、1月1日 - ）は、日本の漫画家。東京都出身で、育ちは神奈川県。血液型はB型。夫は小説家のあかほりさとる。

## 来歴・人物
1984年、『少女コミック 増刊』（小学館）12月25日号にて掲載された「12時の鐘は聞こえない」でデビュー。
以後、同誌を中心に執筆していたが、後に『Cheese!』（同社）へと移籍。その後『Cheese!』（同社）から『プチコミック』（同社）へと移籍した。
2011年から2013年までは同誌にて『真夏のエデン』を連載していた。
2024年12月時点で著作の累計部数が3000万部を突破している。

## 作品リスト

### 書籍
- みゆきのときめきラブメモリー

1. スニーカーage!!（1987年1月）
2. 七海★すくらんぶる（1987年5月）
3. 気まぐれグローイングアップ（1988年1月）※梓＆郁弥シリーズ（表題作）
4. あのこにWAWAWA（1988年4月）
5. 気まぐれグラフィティ（1989年7月）※梓＆郁弥シリーズ（表題作）
6. 気まぐれエンゲージ（1992年8月）※梓＆郁弥シリーズ（表題作）
7. 気まぐれウエディング（1993年10月）※梓＆郁弥シリーズ（表題作）

- 原宿ポップビート（原作：青島利幸、全3巻、1987年4月 - 1987年10月）
- レタスと剣（原作：喜多嶋隆、全2巻、 - 1988年10月）
- あのこに1000%（全5巻、1989年5月 - 1990年3月）
- ぷりんせすARMY（全12巻、1992年 - 1993年4月）
- 亜未!ノンストップ（全12巻、1993年6月 - 1996年3月）
- 東京ジュリエット（全13巻、1996年5月 - 1999年8月）
- SHE' S KIDS!（全1巻、1996年7月）
- 月にキスの花束を（全3巻、1997年2月 - 1998年1月）
- 眠れない夜をかぞえて（1998年11月）
- 罪に濡れたふたり（全18巻、1999年5月 - 2004年12月20日）
  - 罪に濡れたふたり―Kasumi（ファンブック、2002年4月）
- 恋物語シリーズ
  - ちょこっとHな恋物語（2000年10月）
  - 親にはナイショの恋物語（2001年4月）
  - やきもちやきな恋物語（2001年11月）
  - だれにも秘密の恋物語（2004年9月）
- 不機嫌な愛撫（全1巻、2001年4月）
- しなやかに傷ついて（全2巻、2002年8月23日 - 2003年12月19日）
- 月にキスの花束を（全3巻、 - 2004年5月26日）
- ヌードな果実たち（全3巻、2005年5月26日 - 2005年12月20日）
- 真夏の夜の微熱（2005年12月20日）
- せいせいするほど、愛してる（全7巻、2006年10月26日 - 2009年2月10日）
- 小悪魔偏差値（全1巻、2006年12月21日）
- 禁じられた恋に堕ちて（2007年1月26日）
- 北川みゆきThe Best Selection（2007年12月）
  - 北川みゆきThe Best Selection 2（2008年12月24日]
- 魔女は二度喘ぐ（全6巻、2009年7月10日 - 2011年5月10日）
- 君の肌を壊す夜（2010年1月8日）
- 僕だけのバタフライ（2011年9月9日）
- 真夏のエデン（全6巻、2012年2月10日 - 2013年11月8日）
- 嘘、ときどき微熱（全3巻、2012年12月10日 - 2014年12月10日）
- みだらな熱帯魚（全7巻、2014年2月10日 - 2016年9月9日）
- その男、運命につき（全6巻、2015年6月10日 - 2019年4月10日）
- どうしようもない僕とキスしよう（既刊10巻、2019年7月10日 - ）
- 今宵もお待ちしております（既刊5巻、2021年10月8日[3] - ）

### 文庫作品
- あのこに1000%（全3巻）
- レタスと剣（原作：喜多嶋隆）
- 罪に濡れたふたり（全9巻）
- 月にキスの花束を（全2巻）
- ヌードな果実たち（全2巻）

### フラワーコミックス・デラックス
- ぷりんせすARMY（全6巻）
- あのこに1000%（全2巻）
- 亜未!ノンストップ（全6巻）
- スニーカーage!!
- 気まぐれグローイングアップ（2002年3月26日）※梓＆郁弥シリーズ前半と他短編
  - 気まぐれスキャンダル（2002年5月25日）※梓＆郁弥シリーズ後半と他短編
- 月にキスの花束を（全2巻）

### フラワーコミックス・スペシャル
- 北川みゆきのまんがアカデミア（1996年5月）
- 北川みゆき The Best Selection（全2巻）

### イラスト集
- MIYUKI MEMORIES - 北川みゆきイラスト集
- 北川みゆき ポストカードブック 罪に塗れたふたり･しなやかに傷ついて

### 挿絵・イラスト
- 著：小泉まりえ
  - あたしを好きって本当ですか?
  - 「好き」って言いたい!
  - 今だけの恋じゃいや!
  - 好きになっちゃだめ!
  - 好きな人なんかいないもん!
  - 好きな人がほしい!
  - 友達の彼が好き!
  - あたしを好きになって!

- 著：喜多嶋隆
  - レタスと剣
  - ダウンタウン・エンジェル（全12巻）
  - ボビーの海（全3巻）
  - 退学届けをポケットに

- 声優シンデレラ（全2巻、著：水谷優子）
- ラブシャッフル（全2巻、著：野島伸司）

## メディアミックス

### テレビドラマ
- 東京ジュリエット〜東方茱麗葉〜（台湾ドラマ）
- せいせいするほど、愛してる（2016年7月 - 、TBS）[4]

### ドラマCD・DVD
ドラマCD
- あのこに1000% ORIGINAL ALBUM
  - あのこに1000% FINAL
- ぷりんせすARMY イメージサウンドトラック
- 東京ジュリエット
- 亜未!ノンストップ
  - 亜未!ノンストップ2 プレイバック
- 罪に濡れたふたり〜Kasumi〜

DVD
- ぷりんせすARMY ACT1
  - ぷりんせすARMY ACT2

### ノベライズ
- 小説・あの子に1000%（全4巻、文：あかほりさとる）
- 小説 ぷりんせすARMY―ウェディング・COMBAT（文：あかほりさとる）
- せいせいするほど、愛してる（全1巻、文：豊田美加）

## アシスタント
- 宮脇ゆきの